# Aquarius
Aquarius – rodzaj pluskwiaków różnoskrzydłych z rodziny nartnikowatych i podrodziny Gerrinae.

## Morfologia
Czułki krótsze niż połowa długości ciała, a ich pierwszy człon wyraźnie dłuższy niż drugi i trzeci razem wzięte. Kłujka dość gruba, o członie trzecim dłuższym 3 do 4 razy niż czwarty. Odwłok wąski. Sternit VII odwłoka o zakończeniach bocznych kolcowatych i silnie wydłużonych. Przednie odnóża ciemne. Uda odnóży środkowych nieco tylko dłuższe od goleni, a tylnych nie więcej niż 1,5 raza dłuższe od goleni.

## Rozprzestrzenienie
Przedstawiciele rodzaju zamieszkują Europę, wschodnią Palearktykę, Bliski Wschód, Afrykę Północną oraz krainę orientalną. W Polsce występują tylko 2 gatunki: A. najas i A. paludum.

## Taksonomia
Takson opisany został w 1800 roku przez Johanna Rudolpha Schellenberga. Dawniej traktowany był jako podrodzaj Gerris (Aquarius) w rodzaju Gerris. Później wyniesiony został do rangi osobnego rodzaju.
Należą tu m.in. gatunki:
- Aquarius adelaidis (Dohrn, 1860)
- Aquarius amplus (Drake & Harris, 1938)
- Aquarius antigone (Kirkaldy, 1899)
- Aquarius chilensis (Berg, 1881)
- Aquarius cinereus (Puton, 1869)
- Aquarius conformis (Uhler, 1878)
- Aquarius distanti (Horváth, 1899)
- Aquarius elongatus (Uhler, 1896)
- Aquarius fabricii Andersen, 1990
- Aquarius lili D.A. Polhemus & J.T. Polhemus, 1994
- Aquarius najas (De Geer, 1773)
- Aquarius nebularis (Drake & Hottes, 1925)
- Aquarius paludum (Fabricius, 1794)
- Aquarius philippinensis Zettel & Ruiz, 2003
- Aquarius remigis (Say, 1832)
- Aquarius remigoides Gallant & Fairbairn, 1996
- Aquarius ventralis (Fieber, 1861)